# Звернення до бідності

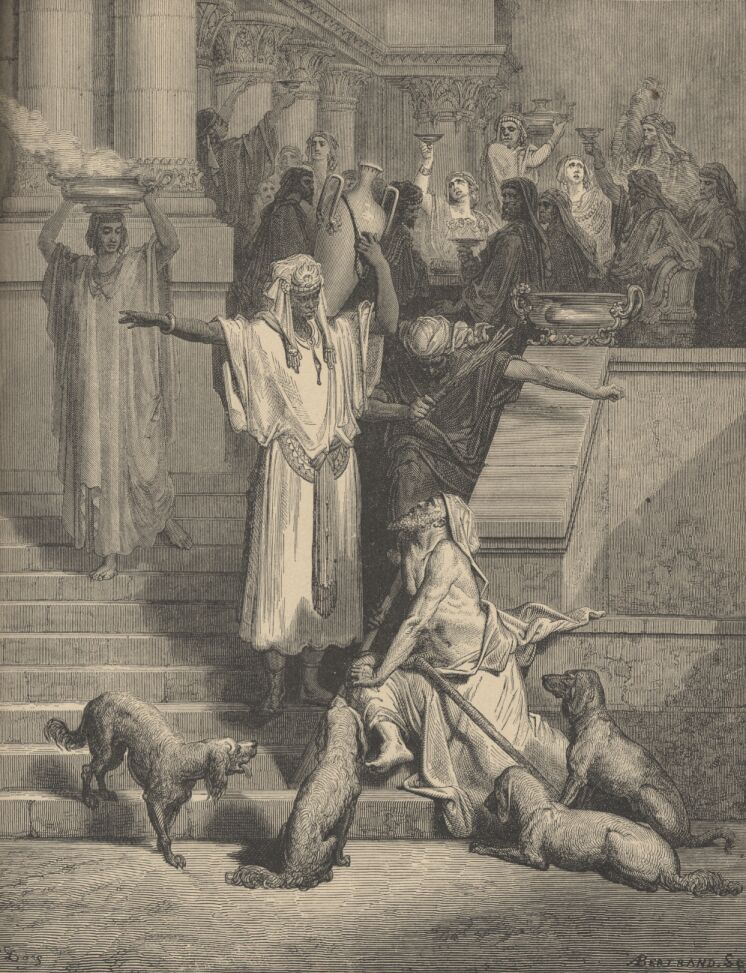
Ілюстрація Гюстава Доре до притчі "Про багача і Лазаря".

Звернення до бідності, або бідність як аргумент  (лат. Argumentum ad lazarum, дослівно: «звернення до Лазаря») — логічна хиба висновку про правильність якогось твердження лише на підставі того, що особа, яка її висловлює, є бідною (або неправильність твердження — тому що ця особа є багатою). Сенс фрази полягає у трактуванні бідності як критерію правильності, (ті, хто бідніший, імовірніше, мають рацію; за бідняками правда) . Латинська назва сентенції походить від імені Лазаря — убогого жебрака у з Притчі про багача і Лазаря, який отримує свою нагороду лише в загробному житті.
Argumentum ad lazarum сьогодні часто використовується у вигляді твердження «Бідний, але чесний». Протилежним за змістом є звернення до гаманця (лат. Argumentum ad crumenam).

## Приклади використання
Ченці відмовляються від матеріальних благ. Вони повинні якось досягати просвітління.
Все, що вам потрібно знати про громадянську війну в цій країні це те, що повстанці жили в землянках, у той час як генерал, який посилав війська проти них, розкошував у кондиційованому офісі.
Монахи, швидше за все, мають розуміння сенсу життя, позаяк вони відмовилися від багатства, що відволікає.
А. А. є бідною  некомерційною організацією, тому вона повинна бути доброю організацією
Яскравим прикладом використання цієї логічної хиби в сучасному політичному житті є  звернення Джона Маккейна і Сари Пейлін до образу "Водопровідника Джо" під час кампанії президентських виборів у США 2008 року :Водопровідник Джо належить до нижнього середнього класу. Таким чином, його погляди правильнші, ніж погляди еліти.